# イワカンスゲ
イワカンスゲ Carex makinoana はカヤツリグサ科スゲ属の植物の1つ。岩の上に大きな株を作り、細くて硬い葉をつけ、黒褐色の長い穂をつける。

## 特徴
全体に硬い質の多年生草本。匍匐枝は出さず、密集した大きな株を作る。花茎は長さ20-50cmになる。葉は質が硬くてよくざらつき、細くて葉幅は1.5-2.5mmしかない。基部の鞘は黒褐色に色づき、繊維状に細かく裂ける。
花期は4-5月で、花茎は上部がざらつき、頂小穂は雄性で単一、側小穂は2-4個あって雌性で、上部の方にやや接近してつく。苞は長い鞘があり、葉身は針状となって目立たない。頂小穂は雄性で長さは3-8cm、時に10cmになり、線柱形で黒褐色で柄がある。雄花鱗片は濃褐色で先端は尖る。雌性の側小穂は柱状。大きさは長さが1.5-3cm、幅4-5mmほどで、下部のものには長い柄があり、上部のものには短い柄がある。雌花鱗片は濃褐色で先端には短い芒が突き出る。果胞は雌花鱗片より長く、披針形で長さ4.5-7mmに達する。表面には短い毛を密生し、基部は短い柄状となっており、先端は長い嘴状に突き出ており、その先端の口部には鋭い2本の歯状突起があるかあるいは2つに分かれている。また果胞の先端側は褐色に色づく。痩果は果胞に密に包まれており、狭楕円形で長さ3.5-4.5mm、基部には柄がある。柱頭は3つに割れる。

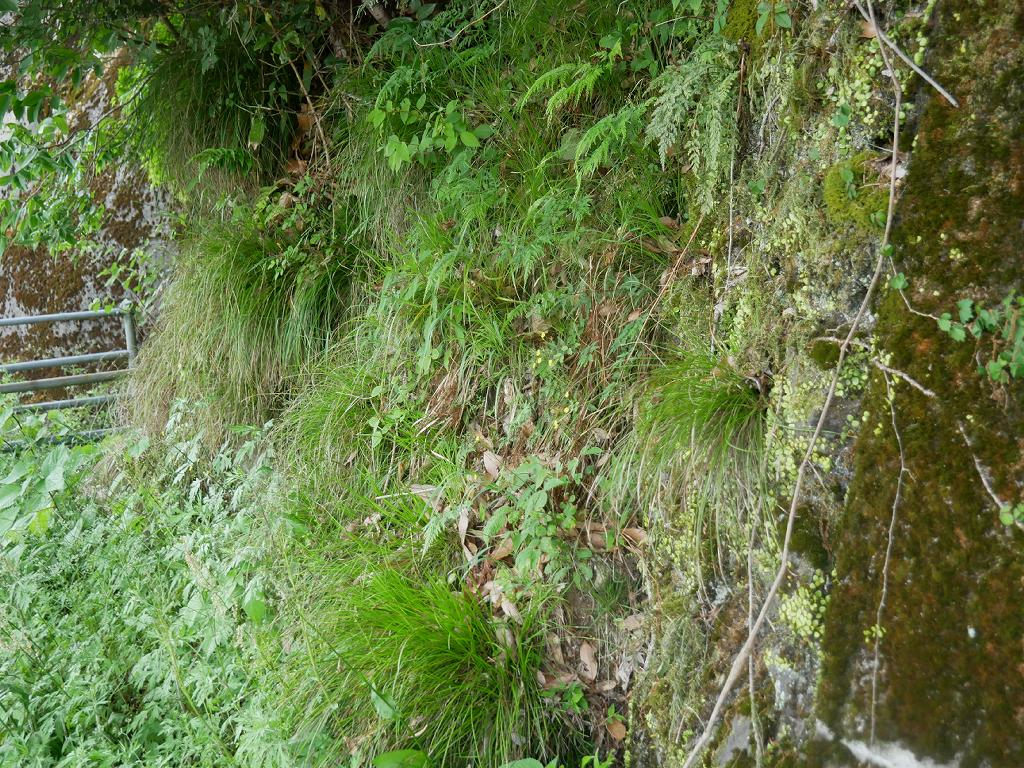
生育地の様子
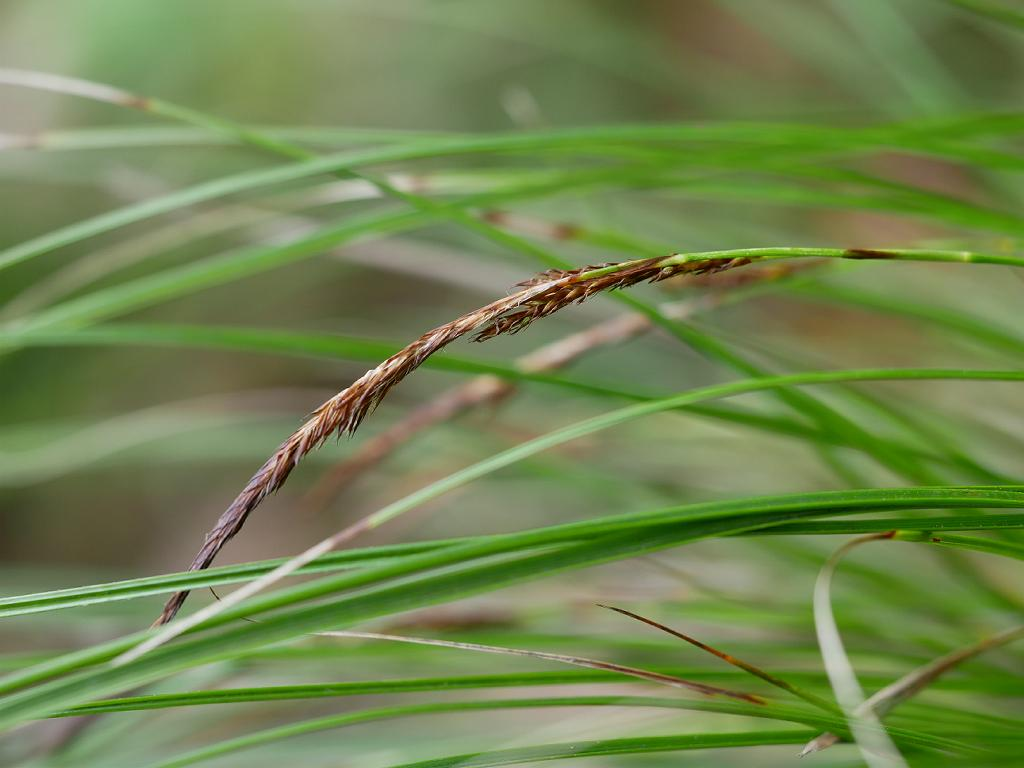
花序の先端付近
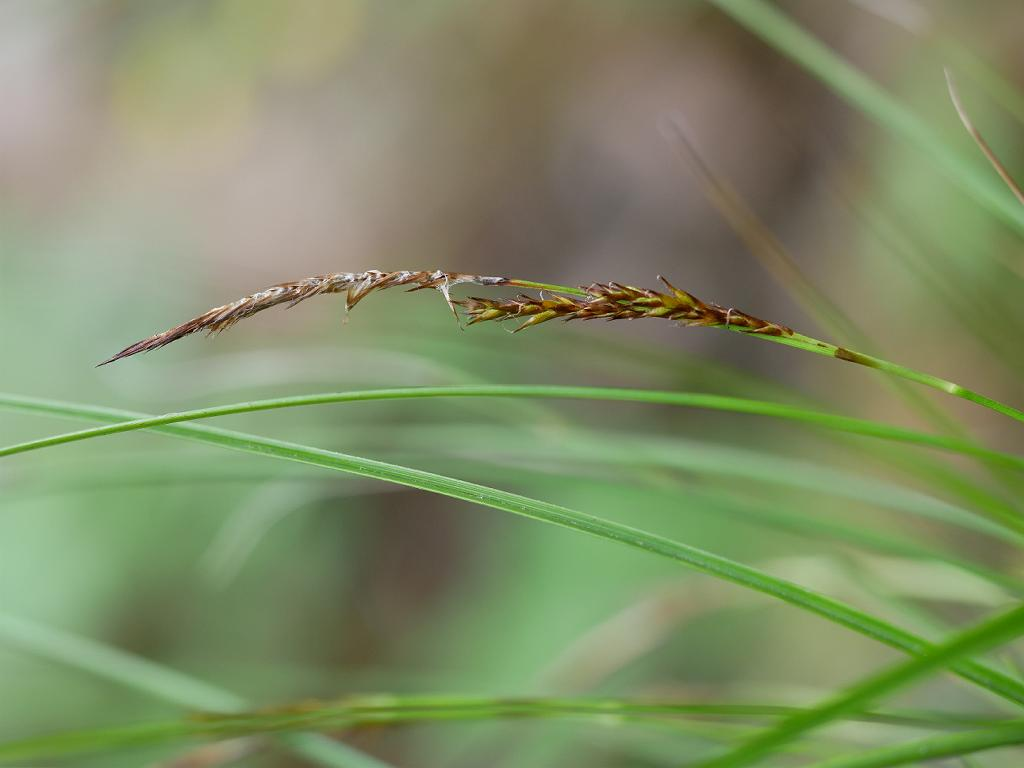
果胞がよく見えているもの

なお、学名はその種小名を星野他(2011)や勝山(2015)などは makinoensis としている。ここではYListに従った。

## 分布と生育環境
四国と九州に分布し、他にトカラ列島の中之島と宇治群島から知られ、日本固有種である。
渓谷や川岸の岩の上に生育する。さらにはシイカシ帯の岩場、岩の多い斜面、土手などにも見られ、場所によっては道路脇の切り通しや石垣などにもぎっしり生える。

## 分類、類似種など
本種はイワカンスゲ節 Sect. Ferrugineae に含められている。この節には10種ほどが含められており、いずれも細くて硬い葉と、頂生の雄小穂、雌性の側小穂を持ち、そのいずれもが細長くて褐色に色づくもので、判別のややこしいものが含まれる。そんな中、本種はその頂生の雄小穂が黒褐色と濃い色になることと、長さが8cm、時に10cmにも達することが特徴となっている。この長さは側小穂の2倍から3倍もある。雄小穂の長さで8cmというのはなかなかのもので、たとえば本種よりずっと大型になるカサスゲ(草丈1m)やミヤマシラスゲ(草丈80cm)とどっこいかまだ勝っているくらいである。同様に雄小穂が長く発達するものに同じ節のコバケイスゲ C. tenuior やアキザキバケイスゲ C. mochomuensis があり、いずれも雄小穂が10cmにもなるが、これらはそれぞれ琉球列島と屋久島の固有種である。

## 保護の状況
環境省のレッドデータブックでは取り上げられていない。県別では鹿児島県が「分布特性上重要な種」として指定しているのみである。